# Thomas Bröker
Thomas Bröker (Meppen, Baja Sajonia, 22 de enero de 1985) es un exfutbolista alemán que jugaba en la posición de centrocampista.

## Trayectoria
A los trece años fichó por los juveniles del equipo de su localidad natal, el SV Meppen, hasta llegar a convertirse en el delantero centro titular del primer equipo. La temporada 2004-05 fichó por el F. C. Colonia, donde jugó 15 partidos con el equipo profesional (2. Bundesliga) y 25 con el filial (Regionalliga Nord). Poco antes de comenzar la 2005-06 fue cedido por un año al Dinamo Dresde, entonces en la segunda categoría del fútbol germano. En agosto de 2006 fue transferido al SC Paderborn 07. Al acabar la temporada 2006-07 alcanzó un acuerdo para volver al Dynamo, pese las reticencias iniciales del Paderborn, que exigía una cuantía que los sajones no estaban dispuestos a pagar. Tras un año en Dresde, fue traspasado al Rot Weiss Ahlen, donde jugó en segunda división la temporada 2009-10. La temporada 2010-11 la jugaría en el Fortuna Düsseldorf.
Se retiró al término de la temporada 2018-19.

## Selección nacional
Ha sido internacional con la selección de fútbol sub-20 de Alemania.

## Clubes
| Club                   | País     | Año       |
| ---------------------- | -------- | --------- |
| SV Meppen              | Alemania | 2003-2004 |
| 1. FC Colonia II       | Alemania | 2004-2005 |
| FC Colonia             | Alemania | 2005-2006 |
| Dinamo Dresde (cedido) | Alemania | 2005-2006 |
| SC Paderborn 07        | Alemania | 2006-2007 |
| Dinamo Dresde          | Alemania | 2007-2009 |
| Rot-Weiß Ahlen         | Alemania | 2009-2010 |
| Fortuna Düsseldorf     | Alemania | 2010-2012 |
| FC Colonia             | Alemania | 2012-2015 |
| MSV Duisburgo          | Alemania | 2015-2018 |
| Fortuna Colonia        | Alemania | 2018-2019 |